# Letalonosilka V/STOL
Letalonosilke V/STOL so letalonosilke, ki nosijo letala tipa V/STOL. Zaradi tega so manjše in cenejše od konvencionalnih letalonosilk.

## Razredi letalonosilk V/STOL
- Razred Giuseppe Garibaldi
- Razred Cavour
- Razred Kiev
- Razred Invincible
- Razred Principe de Asturias
- Razred Viraat